# 부산지방중소벤처기업청
부산지방중소벤처기업청(釜山地方中小벤처企業廳)은 부산광역시 중소기업 정책의 기획·종합, 중소기업의 보호·육성, 창업·벤처기업의 지원, 대·중소기업 간 협력 및 소상공인에 대한 보호·지원에 관한 사무를 관장하는 대한민국 중소벤처기업부의 소속기관이다. 2017년 7월 26일 발족하였으며, 부산광역시 강서구 녹산산단355로 8에 위치하고 있다. 청장은 고위공무원단 나등급에 속하는 일반직 또는 연구직공무원으로 보한다.

## 연혁
- 1996년 2월 9일: 중소기업청 소속으로 부산지방중소기업청 설치.[2]
- 1998년 2월 28일: 부산·울산지방중소기업청으로 개편.[3]
- 2016년 2월 29일: 관할구역 중 울산광역시를 이관하여 울산지방중소기업청을 분리하고 부산·울산지방중소기업청을 부산지방중소기업청으로 개편.[4]
- 2017년 7월 26일: 중소벤처기업부 소속 부산지방중소벤처기업청으로 개편.[5]

## 조직

### 청장
- 창업성장지원과[6]
- 공공판로지원과[7]
- 기업환경개선과[7]
- 제품성능기술과[8]